# Сент-Леон (Індіана)
Сент-Леон (англ. St. Leon) — місто (англ. town) в США, в окрузі Дірборн штату Індіана. Населення — 660 осіб (2020).

## Географія
Сент-Леон розташований за координатами 39°17′58″ пн. ш. 84°57′59″ зх. д. / 39.29944° пн. ш. 84.96639° зх. д. (39.299471, -84.966516).  За даними Бюро перепису населення США в 2010 році місто мало площу 18,11 км², з яких 18,08 км² — суходіл та 0,02 км² — водойми.

## Демографія
Згідно з переписом 2010 року, у місті мешкало 678 осіб у 252 домогосподарствах у складі 182 родин. Густота населення становила 37 осіб/км².  Було 263 помешкання (15/км²).
Расовий склад населення:
| - 98,1 % — білих - 0,6 % — азіатів - 0,1 % — чорних або афроамериканців |

До двох чи більше рас належало 0,7 %. Частка іспаномовних становила 0,3 % від усіх жителів.
За віковим діапазоном населення розподілялося таким чином: 26,8 % — особи молодші 18 років, 60,1 % — особи у віці 18—64 років, 13,1 % — особи у віці 65 років та старші. Медіана віку мешканця становила 36,2 року. На 100 осіб жіночої статі у місті припадало 100,0 чоловіків;  на 100 жінок у віці від 18 років та старших — 103,3 чоловіків також старших 18 років.
Середній дохід на одне домашнє господарство  становив 65 599 доларів США (медіана — 54 375), а середній дохід на одну сім'ю — 75 728 доларів (медіана — 65 156). Медіана доходів становила 44 792 долари для чоловіків та 36 071 долар для жінок. За межею бідності перебувало 3,3 % осіб, у тому числі 6,1 % дітей у віці до 18 років та 0,0 % осіб у віці 65 років та старших.
Цивільне працевлаштоване населення становило 334 особи. Основні галузі зайнятості: освіта, охорона здоров'я та соціальна допомога — 24,0 %, виробництво — 21,6 %, будівництво — 11,4 %, роздрібна торгівля — 11,1 %.